# Scopula beckeraria
Scopula beckeraria är en fjärilsart som beskrevs av Lederer 1853. Scopula beckeraria ingår i släktet Scopula och familjen mätare. Inga underarter finns listade.